# NGC 6246
NGC 6246 est une galaxie spirale barrée située dans la constellation du Dragon. Sa vitesse par rapport au fond diffus cosmologique est de 5 317 ± 17 km/s, ce qui correspond à une distance de Hubble de 78,4 ± 5,5 Mpc (∼256 millions d'al). NGC 6246 a été découverte par l'astronome américain Lewis Swift en 1886.
La classe de luminosité de NGC 6246 est II et elle présente une large raie HI.
La galaxie PGC 59090 située à proximité sur la sphère céleste est parfois désignée comme NGC 6246A,. La distance de Hubble de cette dernière est égale à 77,4 ± 5,4 Mpc (∼252 millions d'al) et elle forme une paire avec NGC 6246.

## Supernova
Deux supernovas ont été observées, une dans chacune des deux galaxies de la paire : SN 2009kp et SN 2011aj.

### SN 2009kp
Cette supernova a été découverte dans NGC 6246 le 3 novembre 2009 par l'astronome amateur britannique Tom Boles. D'une magnitude apparente de 15,1 au moment de sa découverte, elle était de type Ia.

### SN 2011aj
Cette supernova a été découverte dans NGC 6246A le 16 février 2011 par Zhangwei Jin et Xing Gao. D'une magnitude apparente de 17,3 au moment de sa découverte, elle était de type Ia,.